# Bauke Mollema
Bauke Mollema, né le 26 novembre 1986 à Groningue (Pays-Bas), est un coureur cycliste néerlandais, membre de l'équipe Lidl-Trek.
Professionnel depuis 2008, il a notamment remporté la Classique de Saint-Sébastien en 2016, le Tour de Lombardie en 2019, ainsi que deux étapes du 
Tour de France et une sur le Tour d'Espagne. Troisième du Tour d'Espagne en 2011, il gagne cette année-là le classement par points de la course.

## Carrière

### Jeunesse et carrière amateur
Bauke Mollema naît le 26 novembre 1986 à Groningue. Il vit dans son enfance à Zuidhorn. Une fois dans l'enseignement secondaire, il effectue quotidiennement à vélo le trajet de 12 kilomètres qui sépare son domicile de l'établissement qu'il fréquente. Il n'est cependant pas intéressé par le sport cycliste et pratique le football, le tennis, la course à pied et le hockey sur glace. Il acquiert son premier vélo de course, un Raleigh, à l'âge de 16 ans. Ses trajets quotidiens à cette époque deviennent plus sportifs. À la fin de l'année 2004, à 18 ans, il prend sa première licence au Noordelijke Wielervereninging Groningen (NWVG). Il s'entraîne brièvement avec les juniors, puis dispute ses premières courses en 2005 en catégorie espoirs et gagne sa première course. En 2006, il est notamment douzième de la Flèche du Sud et gagne une étape du Tour de León. Il est repéré à cette occasion par Nico Verhoeven, qui lui propose de rejoindre l'année suivante l'équipe réserve de Rabobank.
En 2007, alors espoir il évolue au sein de la Rabobank Continental. En juin, il obtient ses premières victoires. Alors en tête de l'épreuve, il s'impose lors de la sixième étape du Circuito Montañés avant de remporter le lendemain le classement final. Début août, il termine troisième du Tour de l'Ain en y remportant le classement des jeunes. En septembre, il remporte le Tour de l'Avenir grâce notamment à des deuxièmes places lors de trois étapes.
En parallèle de sa carrière sportive, Mollema poursuit des études supérieures. D'abord intéressé par les langues latines dont le français, il s'inscrit ensuite en économie et management et suit cette formation pendant plus de 18 mois. Il l'arrête au moment de devenir coureur professionnel.

### Première partie de carrière professionnelle chez Rabobank/Belkin (2008-2014)

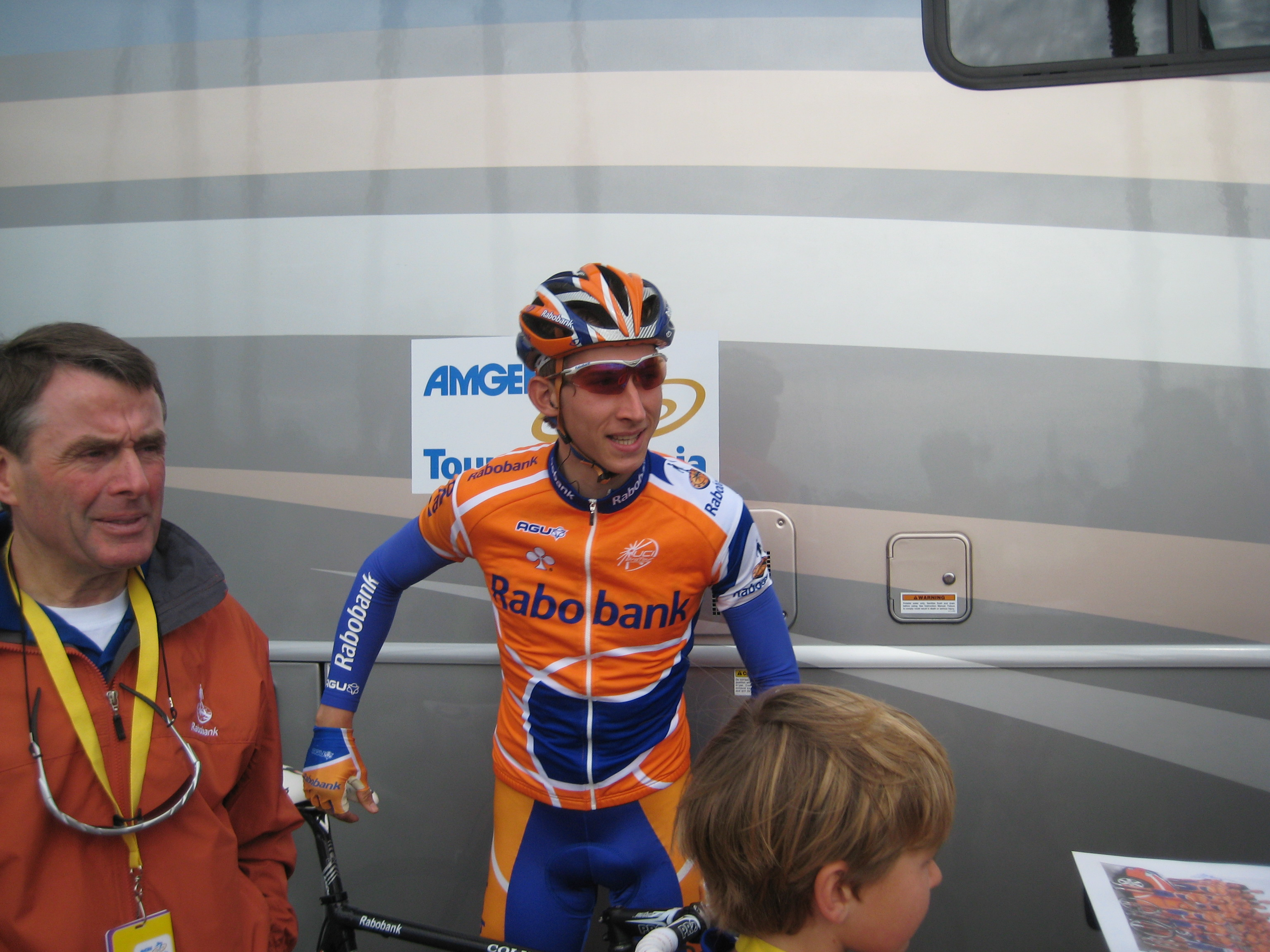
Bauke Mollema (à droite) posant pour une photo avec Hennie Kuiper (à gauche) avant le départ de la 6e étape du Tour de Californie 2008

#### Premières saisons et première victoire (2008-2010)
À la suite de ces résultats, Bauke Mollema passe professionnel en 2008 au sein de l'équipe première de la Rabobank. Durant ses premiers mois, il se classe sixième du Tour de Castille-et-León, puis se fracture un coude lors du Tour de Romandie. En été, il termine à la septième place du Tour d'Allemagne, course de l'UCI ProTour.
En 2009, il souffre du syndrome de Pfeiffer et ne dispute aucune compétition entre avril et septembre.
En 2010, il obtient tout d'abord une cinquième place lors du Tour d'Andalousie. En mai, pour sa première participation à un grand tour, le Giro, il termine à la douzième place finale et troisième du classement des jeunes. Étant « très satisfait » par sa performance, il déclare : « Mon but ultime est de gagner le Tour de France ». En août, il remporte sa première victoire lors d'une course UCI ProTour en s'imposant lors de la sixième étape du Tour de Pologne, épreuve dont il termine à la troisième place finale, à 10 secondes de l'Irlandais Dan Martin.

#### Podium au Tour d'Espagne (2011)
En 2011, à la suite du départ du Russe Denis Menchov, il se voit attribuer un rôle plus important dans la montagne. Il commence sa saison en terminant deuxième du Tour de Castille-et-León, 9e de Paris-Nice et du Tour de Catalogne,. Aligné sur le Tour de France en juillet, il s'y classe 70e. Il participe ensuite au Tour d'Espagne. Il se classe à plusieurs reprises dans les 10 premiers d'étapes lors de la première semaine. Ces places d'honneur lui permettent d'endosser le maillot rouge de leader au terme de la neuvième étape où il est seulement battu par Dan Martin. Il ne garde la tête de la Vuelta qu'une journée, Christopher Froome s'emparant du maillot rouge au terme d'un contre-la-montre de 47 kilomètres. Mollema reste dans le haut du classement durant toute la course et termine quatrième du classement général, puis finalement troisième après le déclassement pour dopage de Juan José Cobo en 2019. Sa régularité lui permet de remporter le classement par points. Deuxième à égalité avec Joaquim Rodríguez au départ de la dernière étape, il se mêle au sprint massif final et sa neuvième place d'étape lui permet de marquer les points nécessaires pour devancer Rodríguez,. Le 8 octobre, il est deuxième du Tour d'Émilie et ne succède donc pas au palmarès de l'épreuve à son coéquipier Robert Gesink, absent pour cause de blessure.

#### Nombreuses places d'honneur sur les classiques (2012)
En début d'année 2012, Mollema est douzième du Tour d'Andalousie et troisième du Tour du Pays basque. Il se classe parmi les dix premiers des trois classiques ardennaises. Coleader de Rabobank avec Gesink pour le Tour de France 2012, Mollema fait partie des coureurs victimes d'une chute collective pendant la 6e étape. Alors 77e du classement général et toujours gêné par les conséquences de cette chute, il abandonne lors de l'ascension du col de la Madeleine durant la 11e étape. En août, il se classe cinquième de la Classique de Saint-Sébastien remportée par son coéquipier Luis León Sánchez. Au Tour d'Espagne, Mollema est à nouveau coleader avec Gesink,. Après treize étapes, trois coureurs de l'équipe figurent parmi les dix premiers au classement général : Gesink, Mollema et Laurens ten Dam, qui surprend en suivant les meilleurs en montagne. Mollema perd plus de trois minutes lors de la quatorzième étape, au Puerto de Ancares, et sort du « top 10 ». Il termine cette Vuelta à la 28e place, en aidant son leader Gesink à conserver la sixième place au classement général. Lors des championnats du monde de Fauquemont, aux Pays-Bas, il est l'un des quatre « coureurs protégés » de l'équipe des Pays-Bas pour la course en ligne,. Il finit 48e de cette course, après avoir été retardé sur une chute. Lors du Tour de Lombardie, il est désigné leader de la Rabobank, en l'absence de Robert Gesink, et termine en septième position.

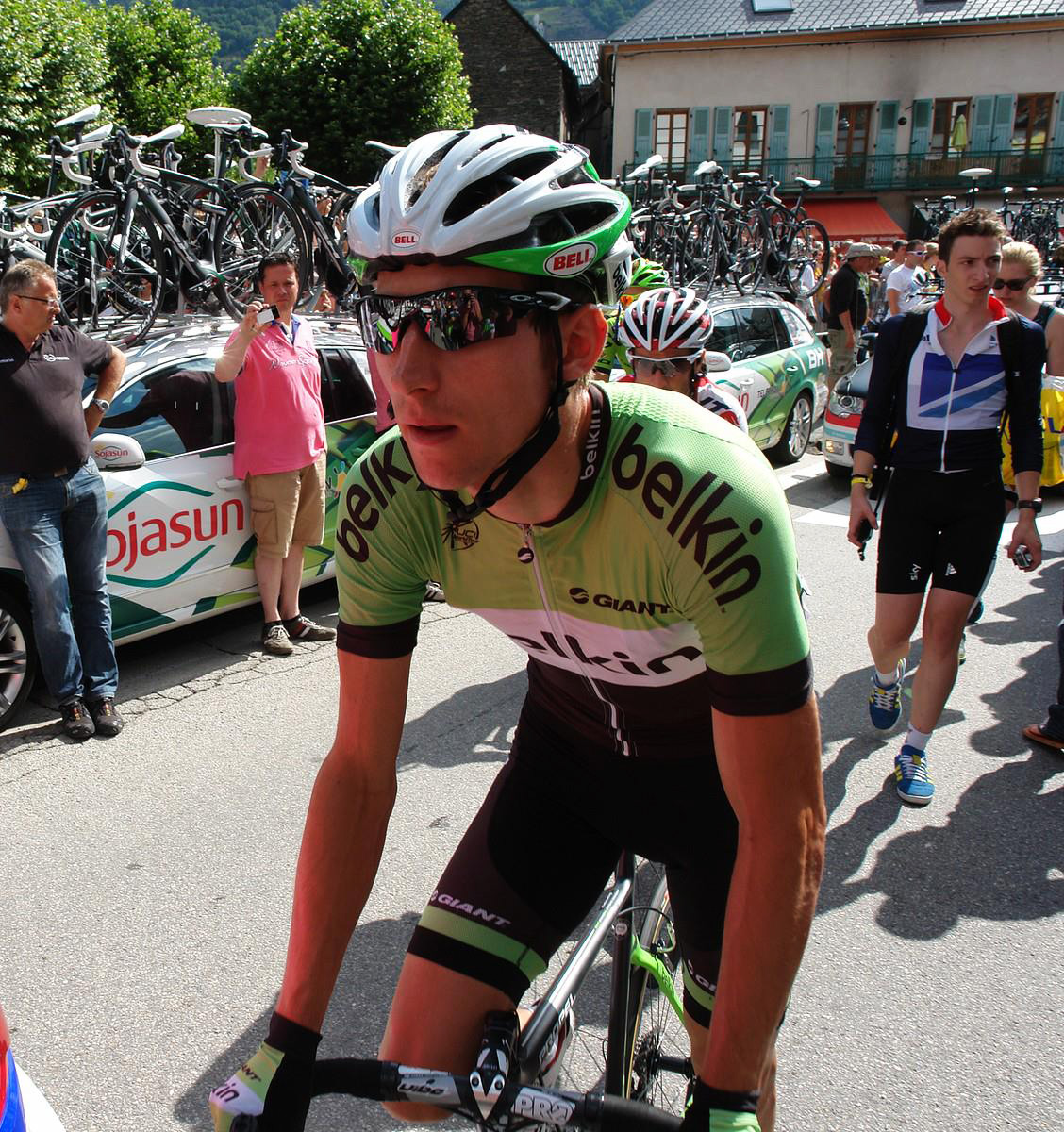
Bauke Mollema au départ de la du Tour de France 2013

#### Sixième du Tour de France (2013)
Lors de la saison 2013, il commence en février, par une troisième place au Tour d'Andalousie puis une deuxième place au Tour de Murcie. Puis il se distingue comme en 2012 lors des classiques ardennaises, en prenant la dixième place sur l'Amstel Gold Race et la neuvième place sur la Flèche wallonne. En juin, le Néerlandais remporte la deuxième étape du Tour de Suisse au sommet du Crans-Montana. Au terme de l'épreuve, il prend la deuxième place au classement général derrière le Portugais Rui Costa. Leader de son équipe pour le Tour de France, il réalise un très bon début, en étant à la quatrième place du classement général après la première étape de montagne amenant à Ax 3 Domaines. À la suite d'un coup de bordure lors de la 13e étape, il devient même deuxième du classement derrière le Britannique Christopher Froome. Bauke Mollema vit une dernière semaine difficile, terminant le Tour de France à la sixième place au classement général à 11 minutes et 42 secondes de Froome. Une semaine plus tard, il prend la neuvième place de la Classique de Saint-Sébastien. Il participe ensuite au Tour d'Espagne, mais ne parvient pas à suivre les meilleurs lors des étapes de montagne. Cependant il surprend les sprinters, en remportant la 17e étape après être sorti à 500 mètres de la ligne.

#### Dernière saison chez Belkin (2014)
En 2014, Mollema a comme objectif le Tour de France. Il commence sa saison en février au Tour d'Andalousie. En avril, il est sur les classiques ardennaises septième de l'Amstel Gold Race et quatrième de la Flèche wallonne. En mai, il remporte sa première victoire de la saison à l'occasion de la quatrième étape du Tour de Norvège. Troisième du Tour de Suisse en juin, il est ensuite dixième du Tour de France où le dernier contre-la-montre lui coûte une meilleure place. Il est ensuite deuxième de la Classique de Saint-Sébastien. La semaine suivante, l'annonce d'un contrat de deux ans de Mollema dans l'équipe Trek Factory Racing est faite. Il est considéré comme un coureur important pour les courses à étapes et les classiques ardennaises. Il est sélectionné pour la course en ligne des championnats du monde.

### Carrière chez Trek (2015-)

#### Nouveau Top 10 sur le Tour de France (2015)

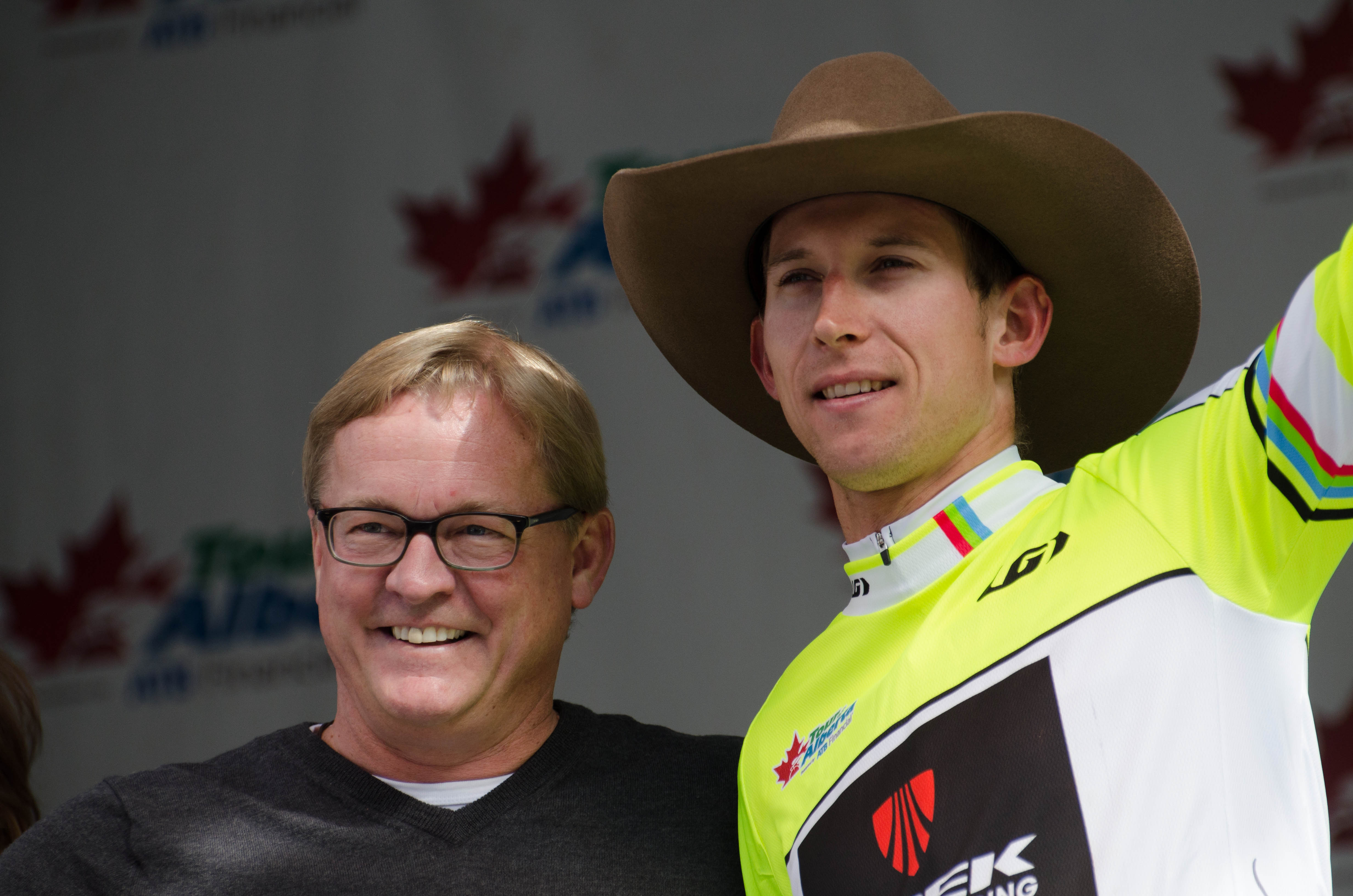
Mollema vainqueur du Tour d'Alberta 2015.

En 2015, sous ses nouvelles couleurs, Bauke Mollema souhaite franchir une nouvelle étape de sa carrière.  Il commence bien cette saison, en obtenant en février une deuxième place sur le Tour de Murcie derrière l'Estonien Rein Taaramäe. En mars, il termine également deuxième de Tirreno-Adriatico derrière le Colombien Nairo Quintana. Mollema présent ensuite sur le Tour du Pays basque, chute lors de l'avant-dernière étape et doit abandonner. Mal remis de cette chute, il est transparent sur les classiques ardennaises. En préparation pour le Tour de France, il participe au Tour de Norvège, puis au Critérium du Dauphiné, où il est hors du coup à cause d'une douleur au dos. En l'absence de Fränk Schleck, il est le leader de la formation Trek Factory Racing pour le Tour de France. Mollema termine l'épreuve à la septième place du classement général final, à plus de quinze minutes du vainqueur, le Britannique Christopher Froome. Une semaine plus tard, il prend la sixième place de la Classique de Saint-Sébastien, remporté par le Britannique Adam Yates.
En septembre, il remporte le Tour d'Alberta devant Adam Yates et Tom-Jelte Slagter. Le mois suivant il s'adjuge la Japan Cup devant Diego Ulissi et Yukiya Arashiro.

#### Victoire sur la Classique de Saint-Sébastien (2016)
Lors de la première partie de la saison 2016, il cumule les places d'honneur en étant troisième du Tour d'Andalousie, neuvième de Tirreno-Adriatico, de Liège-Bastogne-Liège et du Tour de Romandie. Pendant le Tour de France, il semble pendant longtemps avoir une chance de monter sur le podium. À trois jours de la fin du Tour, il est deuxième du classement général, derrière Christopher Froome. Cependant comme en 2013, il ne conserve pas sa place sur le podium jusqu'au bout. Lors de la 19e étape, il chute dans la descente humide de la Montée de Bisanne. En raison de cette chute et de la fatigue, il perd près de quatre minutes et descend à la onzième place du classement général.
Une semaine après le Tour, il remporte en solitaire de Classique de Saint-Sébastien. Peu de temps après le sommet de la montée finale, il s'est détaché d'un groupe où se retrouvait Tony Gallopin, Alejandro Valverde et Joaquim Rodríguez. Dans la descente, il conserve son avance qui oscille entre cinq et quinze de secondes. Il s'impose finalement avec 17 secondes d'avance sur la ligne d'arrivée et décrit cette victoire comme la plus grande de sa carrière,.
En août, lors de la course sur route des Jeux Olympiques de Rio de Janeiro, il se classe dix-septième, à plus de trois minutes et demie du vainqueur Greg Van Avermaet. Il remporte le contre-la-montre et termine deuxième du Tour d'Alberta, à une seconde du lauréat Robin Carpenter. Il est ensuite huitième du Grand Prix cycliste de Québec et 19e du Tour de Lombardie.

#### Succès d'étape au Tour de France et nombreuses places d'honneur (2017-2018)

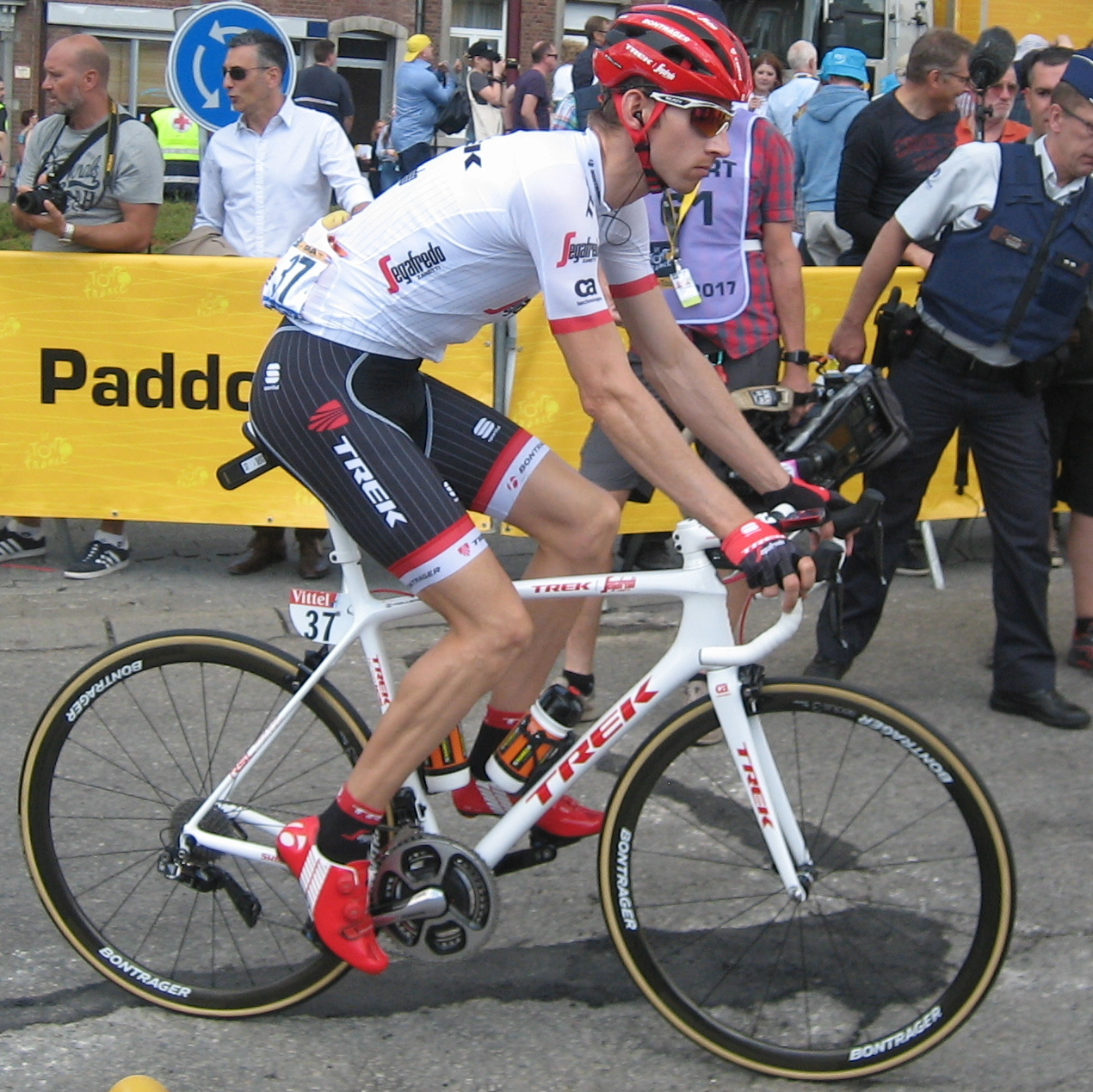
Mollema au Tour de France 2017 où il a remporté une étape.

L'année 2017 commence pour lui avec une victoire au classement général du Tour de San Juan, en Argentine. Quatrième du Tour d'Abou Dabi, une épreuve World Tour, il confirme sa bonne forme en se classant neuvième de Tirreno-Adriatico. Longtemps à la lutte pour le podium sur le Tour d'Italie, il termine finalement septième de l'épreuve après une dernière semaine plus difficile. Il enchaîne ensuite avec le Tour de France, en tant qu'équipier d'Alberto Contador. Alors que Contador ne pouvait plus espérer gagner la course, Mollema bénéficie de bon de sortie. Il remporte la 15e étape reliant Laissac-Sévérac l'Église à Le Puy-en-Velay, après une attaque en solitaire à 30 kilomètres de l'arrivée. Il devance l'Italien Diego Ulissi et le Français Tony Gallopin. Deux semaines plus tard, lors de la  Classique de Saint-Sébastien où il est tenant du titre, il arrive pour la victoire au sein d'un groupe de cinq. Il termine troisième après avoir été devancé au sprint par Michał Kwiatkowski et Tony Gallopin. Cinquième du Grand Prix cycliste de Montréal, puis 34e des mondiaux et à nouveau 19e du Tour de Lombardie, il clôt sa saison en se classant deuxième du général  du Tour du Guangxi, à six secondes de Tim Wellens.
En première partie de la saison 2018, il est huitième du Trofeo Serra de Tramontana et quatrième du Tour de l'Algarve. Après un Paris-Nice plus compliqué (30e), il gagne une étape et se classe deuxième du général de la Semaine internationale Coppi et Bartali. Septième du Tour du Pays basque, il est ensuite sixième de la Flèche wallonne, son meilleur résultat sur la course depuis sa quatrième place en 2014. Il est ensuite douzième du Tour de Suisse, mais termine seulement 26e du Tour de France. En dernière semaine, il termine deux fois dans le top 5 d'étape via des échappées,. Battu dans un sprint à deux par Julian Alaphilippe, il est ensuite deuxième de la Classique de Saint-Sébastien, où il signe son troisième podium consécutif. Leader de l'équipe sur le Tour d'Espagne, il est rapidement hors course pour le général, mais termine deux fois deuxième d'étape et remporte le Prix de la combativité. Durant ce grand tour, la prolongation de son contrat avec Trek-Segafredo jusqu'en fin d'année 2020 est officialisée. En fin d'année, il est douzième des mondiaux et remporte le Grand Prix Bruno Beghelli.

#### Victoire sur le Tour de Lombardie (2019)
Lors de l'année 2019, Mollema réalise une de ses meilleures saisons de sa carrière. Pour sa reprise, il est troisième du Trofeo Ses Salines-Campos-Porreres-Felanitx et du Trofeo Andratx Lloseta. Après trois courses World Tour sans résultats notables, il est douzième de l'Amstel Gold Race, puis sixième de la Flèche wallonne. En mai, sur le  Tour d'Italie, il est une nouvelle fois à la lutte pour le podium et termine finalement cinquième de la course. Lors du Tour de France, il est équipier de Richie Porte et obtient comme meilleur résultat une quatrième place lors de la 17e étape. Cinquième de la Classique de Saint-Sébastien, il  s'adjuge avec les Pays-Bas le titre de champion d'Europe de relais mixte moins d'une semaine plus tard. En fin de saison, il gagne avec sa sélection, le titre de champion du monde du contre-la-montre par équipes en relais mixte. Après avoir cumulé les tops 10 sur les semi-classiques italiennes, il remporte le 12 octobre le Tour de Lombardie, sa première victoire sur un Monument. Après avoir attaqué sur un replat du Civiglio, à 18 kilomètres de l'arrivée, il profite du marquage entre les favoris pour augmenter son avance et résister au retour du groupe de poursuivants. Dans la foulée, il gagne une seconde fois la Japan Cup.

#### Depuis 2020
Bauke Mollema, en préparation de la saison 2020, est désigné leader de l'équipe Trek sur le Tour de France. Huitième du Tour de l'Algarve en février avant l'arrêt des courses en raison de la pandémie de Covid-19, il est ensuite cinquième de la Route d'Occitanie et sixième du Tour de l'Ain lors de la reprise des courses en août. Dans la foulée, il est quatrième du Tour de Lombardie, devant deux de ses coéquipiers. Sur le Tour de France, il chute au cours de la treizième étape avec le Français Romain Bardet et le Colombien Nairo Quintana. Alors treizième du général, il est contraint à l'abandon en raison d'une triple fracture au poignet gauche, mettant fin à sa plus mauvaise saison depuis 2009. Les os touchés sont le radius, l'ulna et le scaphoïde.

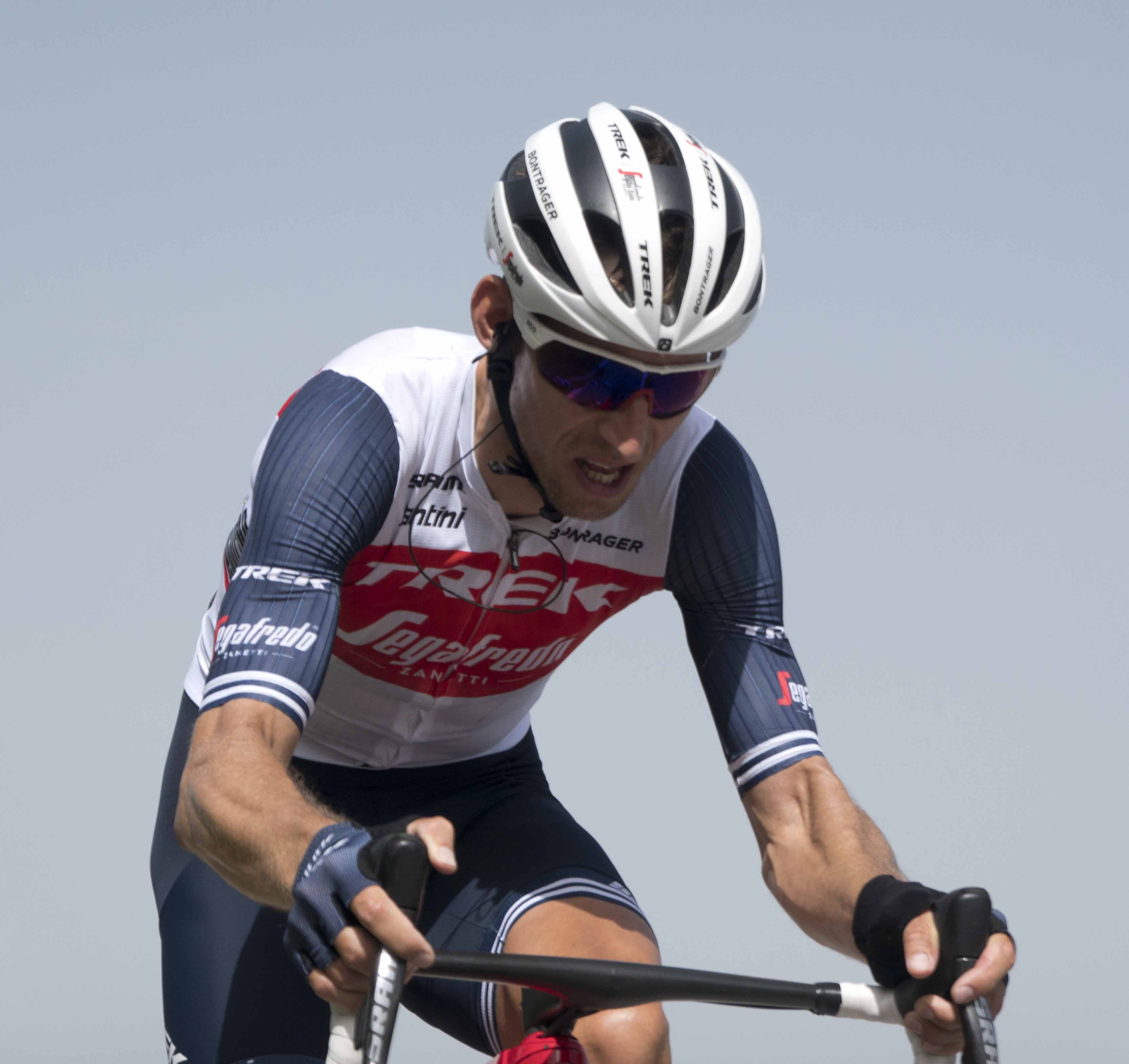
Mollema lors de la 15e étape du Tour de France 2021.

Revanchard en 2021, il signe deux succès dès son premier mois de course en remportant une étape du Tour des Alpes-Maritimes et du Var (troisième place au classement général) et le Trofeo Laigueglia. Deuxième au sprint du Grand Prix de l'industrie et de l'artisanat de Larciano derrière Mauri Vansevenant, il réalise une bonne campagne de classiques ardennaises en terminant onzième de la Flèche wallonne et huitième de Liège-Bastogne-Liège. Il se montre offensif sur le Tour d'Italie et décroche deux tops 10 sur des étapes et une 28e place au classement général. Il est ensuite au départ du Tour de France, avec l'objectif d'une deuxième victoire d'étape après 2017. Troisième de la onzième étape, il s'impose trois jours plus tard en réalisant un numéro en solitaire de 42 kilomètres après avoir pris place dans une échappée. Il termine le Tour à la 20e place du classement général, puis participe à la course en ligne des Jeux olympiques de Tokyo. Au contact des meilleurs sur le parcours montagneux, il fait partie du groupe de poursuivants qui arrive pour la deuxième place derrière Richard Carapaz, mais prend la quatrième place au sprint, échouant finalement au pied du podium. En fin de saison, il est médaillé de bronze du championnat d'Europe du relais mixte contre-la-montre et médaillé d'argent au championnat du monde de la spécialité.
Il connait une saison 2022 plus décevante. Cinquième du Tour des Alpes-Maritimes et du Var, il termine deuxième de la 7e étape du Tour d'Italie, battu au sprint par Koen Bouwman. Durant l'été, il devient pour la première fois champion des Pays-Bas du contre-la-montre et termine dans le top 10 des deux contre-la-montre du Tour de France. Il est ensuite quatrième de la Classique de Saint-Sébastien, sa course fétiche et termine sa saison avec une septième place sur le Tour de Lombardie. Il prolonge son contrat jusqu'en 2026, année de ses 40 ans.

## Performances et capacités physiques
Les caractéristiques physiques de Bauke Mollema (1,81 m pour 64 kg) font de lui un grimpeur.
Antoine Vayer considère à partir des calculs de puissances développées dans les cols comme seuil du dopage « avéré » les 410 watts moyens alors qu'il le juge « miraculeux » au-delà de 430 et « mutant » au-delà de 450. Lors du Tour de France 2013, « l'ombre du dopage » réapparaît : dans la montée vers Ax 3 Domaines lors de la première étape de montagne, Mollema développe selon Antoine Vayer une puissance moyenne suspecte entre 411 et 420 watts. L’interprétation des données de puissance est cependant complexe car elle devrait prendre en compte de nombreux facteurs et les analyses de Vayer sont contestées. Frédéric Grappe, entraîneur dans le cyclisme et docteur en Science spécialisé dans la physiologie de l’entraînement sportif, a mis au point pour la FdJ le PPR (« profil de puissance record »). Selon Ross Tucker spécialiste en performance sportive, les modèles de calcul de puissances (CPL, DrF, BCR, rst, etc.) ont des résultats différents selon leurs méthodes de calcul des variables environnementales (température, humidité, direction, vitesse du vent, etc.), variables de courses (profil et durée de l'étape, placement de l'étape dans le tour, etc.) ou les performances du coureur (rendement énergétique qui varie de 21 à 27 %, %age d’exploitation de la VO2max, etc.).
Mollema se distingue en ayant commencé sa carrière à un âge plus avancé que la majorité des coureurs. Gardant une distance avec son sport, il se déplace sur les courses avec divers ouvrages de littérature qu'il lit le soir à l'hôtel après la course. En dehors de ses compétitions, il privilégie sa vie de famille et ne se tient pas informé des résultats des autres courses.

## Palmarès sur route

### Palmarès année par année
| - 2006 - 2e étape du Tour de León - 3e de l'Arno Wallaard Memorial - 2007 - Circuito Montañés : - Classement général - 6e étape - Classement général du Tour de l'Avenir - 3e du Tour de l'Ain - 2008 - 7e du Tour d'Allemagne - 2010 - 6e étape du Tour de Pologne - 3e du Tour de Pologne - 2011 - Classement par points du Tour d'Espagne - 2e du Tour de Castille-et-León - 2e du Tour d'Émilie - 3e du Tour d'Espagne - 5e du Tour de Suisse - 9e de Paris-Nice - 9e du Tour de Catalogne, - 2012 - 3e du Tour du Pays basque - 5e de la Classique de Saint-Sébastien - 6e de Liège-Bastogne-Liège - 7e de la Flèche wallonne - 7e du Tour de Lombardie - 10e de l'Amstel Gold Race - 2013 - 2e étape du Tour de Suisse - 17e étape du Tour d'Espagne - 2e du Tour de Murcie - 2e du Tour de Suisse - 3e du Tour d'Andalousie - 6e du Tour de France - 9e de la Flèche wallonne - 9e de la Classique de Saint-Sébastien - 10e de l'Amstel Gold Race - 2014 - 4e étape du Tour de Norvège - 2e de la Classique de Saint-Sébastien - 3e du Tour de Norvège - 3e du Tour de Suisse - 4e de la Flèche wallonne - 7e de l'Amstel Gold Race - 10e du Tour de France - 10e du Grand Prix cycliste de Québec - 10e du Grand Prix cycliste de Montréal - 2015 - Tour d'Alberta : - Classement général - 1re étape (contre-la-montre par équipes) - Japan Cup - 2e du Tour de Murcie - 2e de Tirreno-Adriatico - 6e de la Classique de Saint-Sébastien - 6e du Grand Prix cycliste de Québec - 7e du Tour de France - 2016 - Classique de Saint-Sébastien - 4e étape du Tour d'Alberta (contre-la-montre) - 2e du Tour d'Alberta - 3e du Tour d'Andalousie - 8e du Grand Prix cycliste de Québec - 9e de Tirreno-Adriatico - 9e de Liège-Bastogne-Liège - 9e du Tour de Romandie | - 2017 - Classement général du Tour de San Juan - 15e étape du Tour de France - 2e du Tour du Guangxi - 3e de la Classique de Saint-Sébastien - 4e du Tour d'Abou Dabi - 5e du Grand Prix cycliste de Montréal - 7e du Tour d'Italie - 9e de Tirreno-Adriatico - 2018 - 2e étape de la Semaine internationale Coppi et Bartali - Prix de la combativité du Tour d'Espagne - Grand Prix Bruno Beghelli - 2e de la Semaine internationale Coppi et Bartali - 2e de la Classique de Saint-Sébastien - 6e de la Flèche wallonne - 7e du Tour du Pays basque - 2019 - Champion du monde du contre-la-montre par équipes en relais mixte - Champion d'Europe du relais mixte contre-la-montre - Tour de Lombardie - Japan Cup - 3e du Trofeo Ses Salines-Campos-Porreres-Felanitx - 3e du Trofeo Andratx Lloseta - 5e du Tour d'Italie - 5e de la Classique de Saint-Sébastien - 6e de la Flèche wallonne - 10e du Grand Prix cycliste de Montréal - 2020 - 4e du Tour de Lombardie - 2021 - 1re étape du Tour des Alpes-Maritimes et du Var - Trofeo Laigueglia - 14e étape du Tour de France - Médaillé d'argent du championnat du monde du contre-la-montre par équipes en relais mixte - 2e du Grand Prix de l'industrie et de l'artisanat de Larciano - Médaillé de bronze du championnat d'Europe du relais mixte contre-la-montre - 3e du Tour des Alpes-Maritimes et du Var - 4e de la course en ligne des Jeux olympiques - 8e de Liège-Bastogne-Liège - 10e de la Classique de Saint-Sébastien - 2022 - Champion des Pays-Bas du contre-la-montre - 4e de la Classique de Saint-Sébastien - 7e du Tour de Lombardie - 2024 - 6e du Grand Prix cycliste de Québec - 7e de l'Amstel Gold Race |

### Principales classiques
Ce tableau présente les résultats de Bauke Mollema lors des classiques de l'UCI World Tour ainsi qu'aux Jeux olympiques.
| Légende | Légende | Légende | Légende     | Légende | Légende              | Légende | Légende       |
| ------- | ------- | ------- | ----------- | ------- | -------------------- | ------- | ------------- |
| Ab.     | Abandon | HD      | Hors-délais | -       | Pas de participation | ×       | Pas d'épreuve |

| Année | Amstel Gold Race | Flèche wallonne | Liège- Bastogne-Liège | Classique de Saint-Sébastien | Jeux olympiques | Grand Prix cycliste de Québec | Grand Prix cycliste de Montréal | Tour de Lombardie |
| ----- | ---------------- | --------------- | --------------------- | ---------------------------- | --------------- | ----------------------------- | ------------------------------- | ----------------- |
| 2010  | -                | -               | -                     | -                            | x               | -                             | -                               | 12e               |
| 2011  | -                | 70e             | -                     | -                            | x               | -                             | -                               | Abandon           |
| 2012  | 10e              | 7e              | 6e                    | 5e                           | -               | -                             | -                               | 7e                |
| 2013  | 10e              | 9e              | 77e                   | 9e                           | x               | -                             | -                               | -                 |
| 2014  | 7e               | 4e              | 15e                   | 2e                           | x               | 10e                           | 10e                             | 89e               |
| 2015  | 55e              | 19e             | 35e                   | 6e                           | x               | 6e                            | 17e                             | 75e               |
| 2016  | 14e              | -               | 9e                    | Vainqueur                    | 17e             | 8e                            | 24e                             | 19e               |
| 2017  | -                | -               | -                     | 3e                           | x               | 36e                           | 5e                              | 19e               |
| 2018  | 35e              | 6e              | 25e                   | 2e                           | x               | -                             | -                               | 64e               |
| 2019  | 12e              | 6e              | -                     | 5e                           | x               | 14e                           | 10e                             | Vainqueur         |
| 2020  | x                | -               | -                     | x                            | x               | x                             | x                               | 4e                |
| 2021  | 64e              | 11e             | 8e                    | 10e                          | 4e              | x                             | x                               | 20e               |
| 2022  | -                | 21e             | 29e                   | 4e                           | x               | -                             | -                               | 7e                |
| 2023  | 29e              | 62e             | 29e                   | 50e                          | x               | -                             | -                               | 43e               |
| 2024  | 7e               | 35e             | 13e                   |                              |                 |                               |                                 |                   |

### Résultats sur les grands tours

#### Tour de France
12 participations
- 2011 : 70e
- 2012 : abandon (11e étape)
- 2013 : 6e
- 2014 : 10e
- 2015 : 7e
- 2016 : 11e
- 2017 : 17e, vainqueur de la 15e étape
- 2018 : 26e
- 2019 : 28e
- 2020 : abandon (13e étape)
- 2021 : 20e, vainqueur de la 14e étape
- 2022 : 24e

#### Tour d'Italie
6 participations
- 2010 : 12e
- 2017 : 7e
- 2019 : 5e
- 2021 : 28e
- 2022 : 26e
- 2023 : 50e

#### Tour d'Espagne
5 participations
- 2011 : 3e,  vainqueur du classement par points,  maillot rouge pendant 1 jour
- 2012 : 28e
- 2013 : 52e, vainqueur de la 17e étape
- 2018 : 30e,  Super-combatif
- 2023 : 79e

### Classements mondiaux
| Année                                 | 2007 | 2008 | 2009 | 2010 | 2011 | 2012 | 2013 | 2014 | 2015 | 2016 | 2017 | 2018 | 2019 | 2020 | 2021 | 2022 | 2023 | 2024 |
| ------------------------------------- | ---- | ---- | ---- | ---- | ---- | ---- | ---- | ---- | ---- | ---- | ---- | ---- | ---- | ---- | ---- | ---- | ---- | ---- |
| UCI ProTour                           | nc   | 67e  |      |      |      |      |      |      |      |      |      |      |      |      |      |      |      |      |
| Calendrier mondial                    |      |      | nc   | 52e  |      |      |      |      |      |      |      |      |      |      |      |      |      |      |
| UCI World Tour                        |      |      |      |      | 22e  | 18e  | 17e  | 19e  | 22e  | 24e  | 17e  | 44e  |      |      |      |      |      |      |
| Classement mondial                    |      |      |      |      |      |      |      |      |      | 34e  | 25e  | 24e  | 11e  | 102e | 20e  | 72e  | 284e | 125e |
| UCI Europe Tour                       | 33e  |      |      |      |      |      |      |      |      | 501e | nc   | 46e  | 10e  | 85e  | 17e  | 60e  | nc   | 99e  |
| UCI America Tour                      | nc   |      |      |      |      |      |      |      |      | 32e  | 20e  | nc   |      |      |      |      |      |      |
|                                       |      |      |      |      |      |      |      |      |      |      |      |      |      |      |      |      |      |      |
| Légende : nc = non classéSource : UCI |      |      |      |      |      |      |      |      |      |      |      |      |      |      |      |      |      |      |

## Distinctions
- Cycliste néerlandais de l'année : 2011[61] et 2013